# Подводные лодки типа HA-201
Подводные лодки типа HA-201 (яп. 波二〇一型潜水艦), также известные как тип «STS» — серия японских дизель-электрических подводных лодок периода Второй мировой войны. Были созданы для выполнения задач береговой обороны на основе экспериментальной подводной лодки № 71 и отличались высокими для своего класса подводной скоростью и рабочей глубиной погружения. Была запланирована постройка 90 лодок типа HA-201, что делало их самым многочисленным типом подводных лодок, строившихся для японского флота. До конца войны, однако, была начата постройка лишь 39 из них, из которых спущены на воду были 22, а ввести в строй успели только 10. Из-за позднего появления, ни одна из этих лодок не совершила боевых походов и в большинстве своём они были разобраны на стапелях или затоплены в 1946 году.

## Представители
| Заводской номер | Судоверфь           | Дата закладки | Ввод в строй    | Судьба                                                |
| --------------- | ------------------- | ------------- | --------------- | ----------------------------------------------------- |
| HA-201          | верфь флота, Сасебо | 1 марта 1945  | 31 мая 1945     | затоплена в 1946 году                                 |
| HA-202          | верфь флота, Сасебо |               | 31 мая 1945     | затоплена в 1946 году                                 |
| HA-203          | верфь флота, Сасебо |               | 26 июня 1945    | пущена на слом                                        |
| HA-204          | верфь флота, Сасебо |               | 25 июня 1945    | затоплена в 1946 году                                 |
| HA-205          | верфь флота, Сасебо |               | 3 июля 1945     | пущена на слом                                        |
| HA-206          | Кавасаки, Танагава  |               | —               | затоплена в 1946 году                                 |
| HA-207          | верфь флота, Сасебо |               | 14 августа 1945 | затоплена в 1946 году                                 |
| HA-208          | верфь флота, Сасебо |               | 4 августа 1945  | затоплена в 1946 году                                 |
| HA-209          | верфь флота, Сасебо |               | 4 августа 1945  | потоплена в роли подводной цели в США, 19 ноября 1945 |
| HA-210          | верфь флота, Сасебо |               | 11 августа 1945 | затоплена в 1946 году                                 |
| HA-211          | Кавасаки, Танагава  |               | —               | пущена на слом                                        |
| HA-212          | Кавасаки, Кобе      |               | —               | пущена на слом                                        |
| HA-213          | Мицубиси, Кобе      |               | —               | пущена на слом                                        |
| HA-214          | Мицубиси, Кобе      |               | —               | пущена на слом                                        |
| HA-215          | верфь флота, Сасебо |               | —               | затоплена в 1946 году                                 |
| HA-216          | верфь флота, Сасебо |               | 16 августа 1945 | затоплена в 1946 году                                 |
| HA-217          | верфь флота, Сасебо |               | —               | затоплена в 1946 году                                 |
| HA-218          | верфь флота, Сасебо |               | —               | пущена на слом                                        |
| HA-219          | верфь флота, Сасебо |               | —               | затоплена в 1946 году                                 |
| HA-220          | Кавасаки, Танагава  |               | —               | пущена на слом                                        |
| HA-221          | Кавасаки, Кобе      |               | —               | пущена на слом                                        |
| HA-222          | Кавасаки, Танагава  |               | —               | пущена на слом                                        |
| HA-223          | Кавасаки, Кобе      |               | —               | пущена на слом                                        |
| HA-224          | Мицубиси, Кобе      |               | —               | пущена на слом                                        |
| HA-225          | Мицубиси, Кобе      |               | —               | пущена на слом                                        |
| HA-226          | Мицубиси, Кобе      |               | —               | пущена на слом                                        |
| HA-227          | Мицубиси, Кобе      |               | —               | пущена на слом                                        |
| HA-228          | верфь флота, Сасебо |               | —               | затоплена в 1946 году                                 |
| HA-229          | верфь флота, Сасебо |               | —               | пущена на слом                                        |
| HA-230          | верфь флота, Сасебо |               | —               | пущена на слом                                        |
| HA-231          | верфь флота, Сасебо |               | —               | пущена на слом                                        |
| HA-232          | верфь флота, Сасебо |               | —               | пущена на слом                                        |
| HA-233          | Кавасаки, Танагава  |               | —               | пущена на слом                                        |
| HA-234          | Кавасаки, Кобе      |               | —               | пущена на слом                                        |
| HA-235          | Кавасаки, Кенсю     |               | —               | пущена на слом                                        |
| HA-236          | Кавасаки, Кобе      |               | —               | пущена на слом                                        |
| HA-237          | Мицубиси, Кобе      |               | —               | пущена на слом                                        |
| HA-238          | Мицубиси, Кобе      |               | —               | пущена на слом                                        |
| HA-239—HA-245   | не строились        | не строились  | не строились    | не строились                                          |
| HA-246          | Кавасаки, Танагава  |               | —               | пущена на слом                                        |
| HA-247—HA-279   | не строились        | не строились  | не строились    | не строились                                          |